# Georg Friedrich Kersting
Georg Friedrich Kersting (Güstrow, 31 de octubre de 1785-Meißen, 1 de julio de 1847) fue un pintor romántico alemán. 

## Biografía
Estudió en la Real Academia de Bellas Artes de Dinamarca, en Copenhague (1805-1808). En 1808 se instaló en Dresde, donde destacó como retratista, especialmente un tipo de retratos en ambientes íntimos y domésticos, iluminados por una suave luz de lámparas o velas. Fue amigo del pintor Caspar David Friedrich, al que retrató en varias ocasiones y con el que realizó un viaje por las montañas Riesengebirge (Montañas de los Gigantes).
Entre 1812 y 1813 luchó contra los ejércitos napoleónicos. Poco después fue nombrado profesor de la Escuela Superior de Bellas Artes de Dresde; en 1816 profesor de dibujo en Varsovia; y, en 1818, director de la sección de pintura de la fábrica de porcelana de Meissen.
Kersting perteneció a la primera generación de pintores románticos alemanes, que en consonancia con la literatura de la época interpretaban el mundo bajo un prisma «sentimental», como se denota en sus interiores burgueses con figuras captadas en momentos de su intimidad. En estas obras destaca la minuciosidad del detalle y la fiel captación de personas y objetos, una característica que se apreciaría poco después en la pintura Biedermeier.
Otra característica de su estilo sería la iluminación, los sutiles efectos de luz de velas o lámparas que alumbran con suavidad los interiores que solía representar, otorgando a estas escenas una apariencia que trasciende la realidad para convertirse en imágenes solemnes y con cierto aire misterioso: Hombre leyendo a la luz de una lámpara (1814, Fundación Oskar Reinhart, Winterthur),  La bordadora (1817, Museo Nacional de Varsovia), Muchacha cosiendo junto a una lámpara (1828, Neue Pinakothek, Múnich). Por otro lado, reflejan un cierto sentimiento de soledad y una visión casi panteísta del espacio, lo que supone una trasposición en ambientes interiores de las clásicas obras de Caspar David Friedrich, en este caso en paisajes.

## Galería

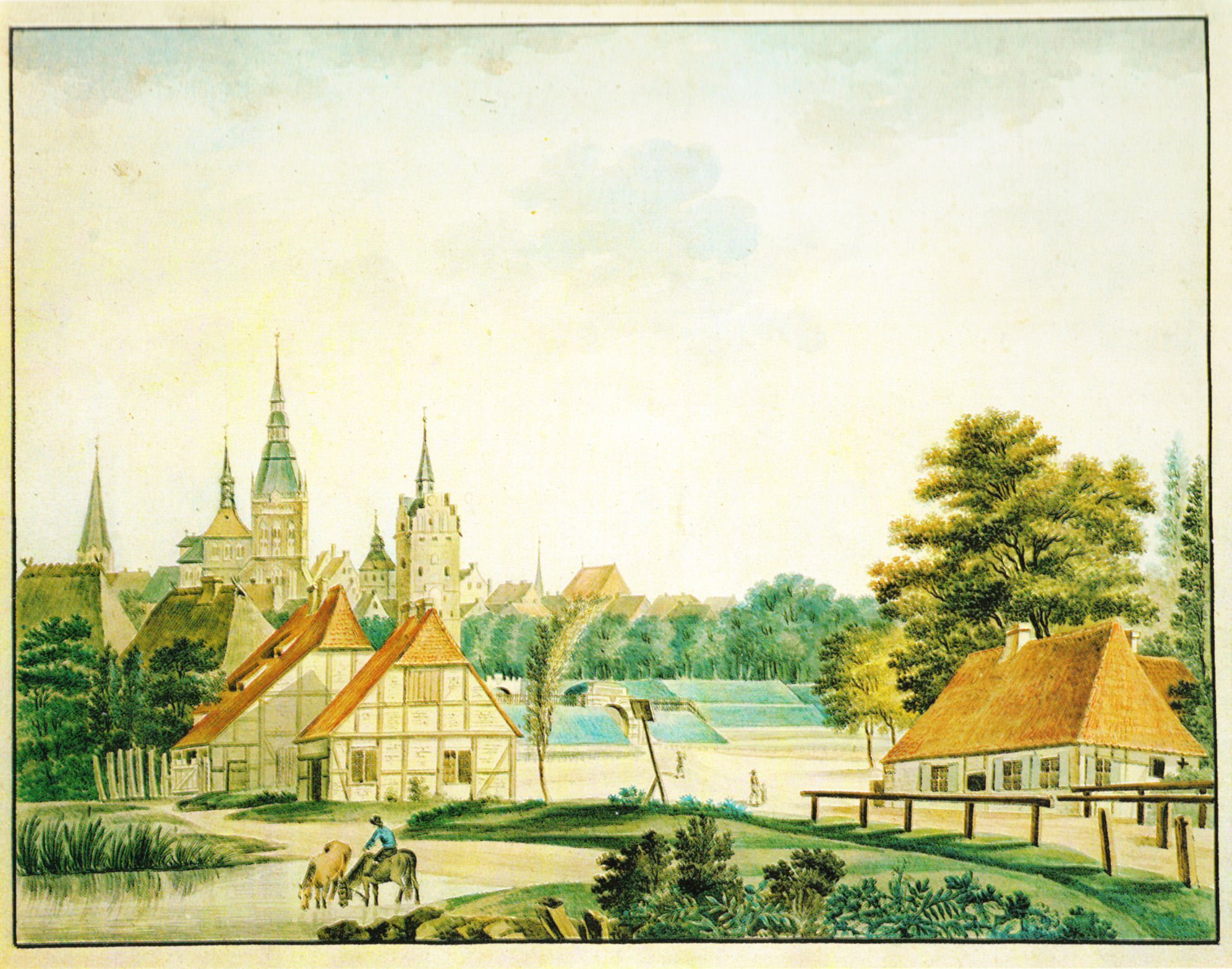
Vista de Rostock desde Gertrudenplatz (1819), Kloster zum Heiligen Kreuz, Rostock
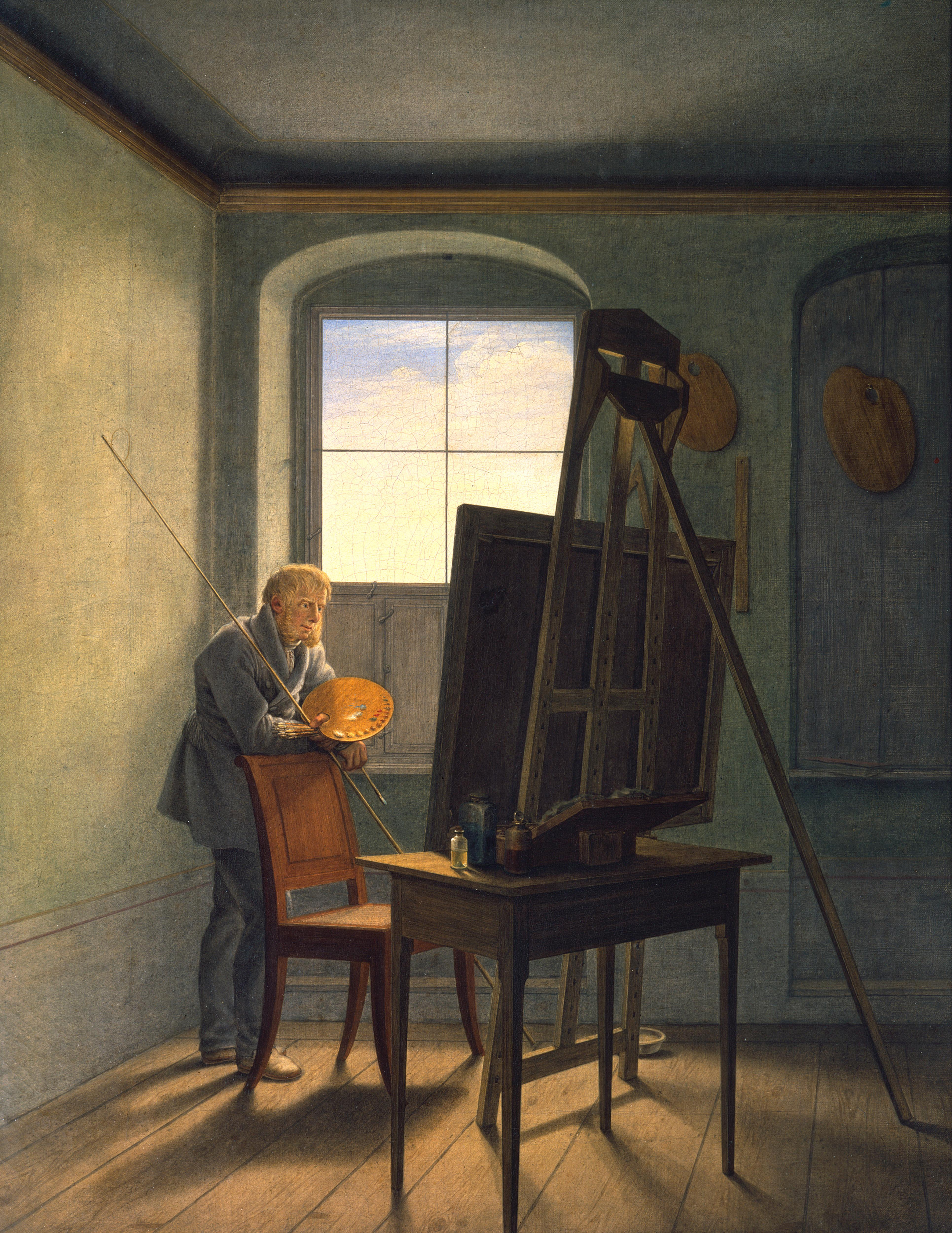
Caspar David Friedrich en su estudio (1819), Alte Nationalgalerie, Berlín
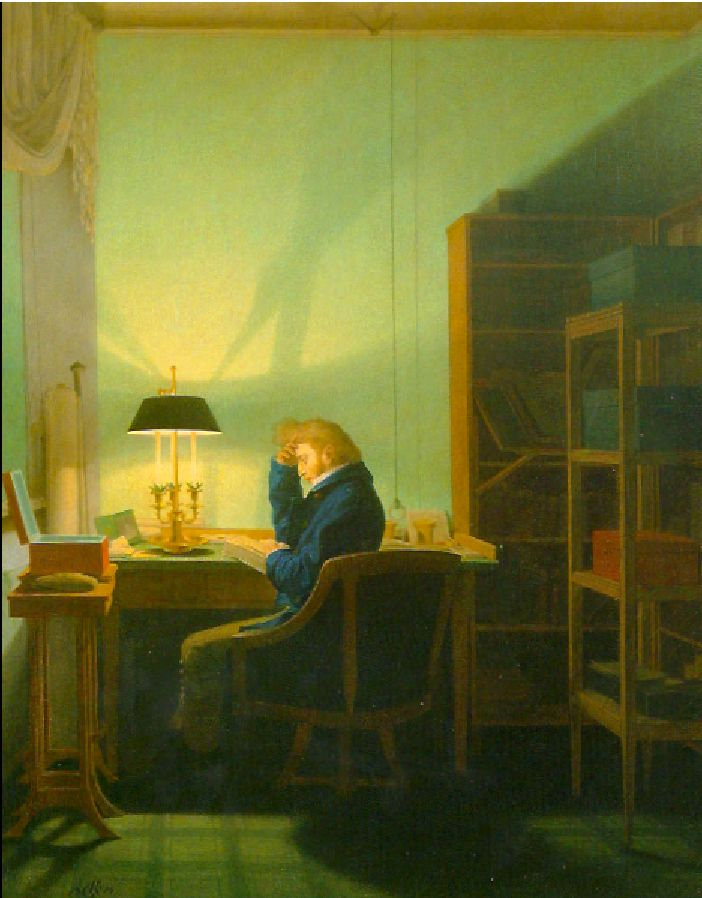
Hombre leyendo a la luz de una lámpara (1814), Fundación Oskar Reinhart, Winterthur
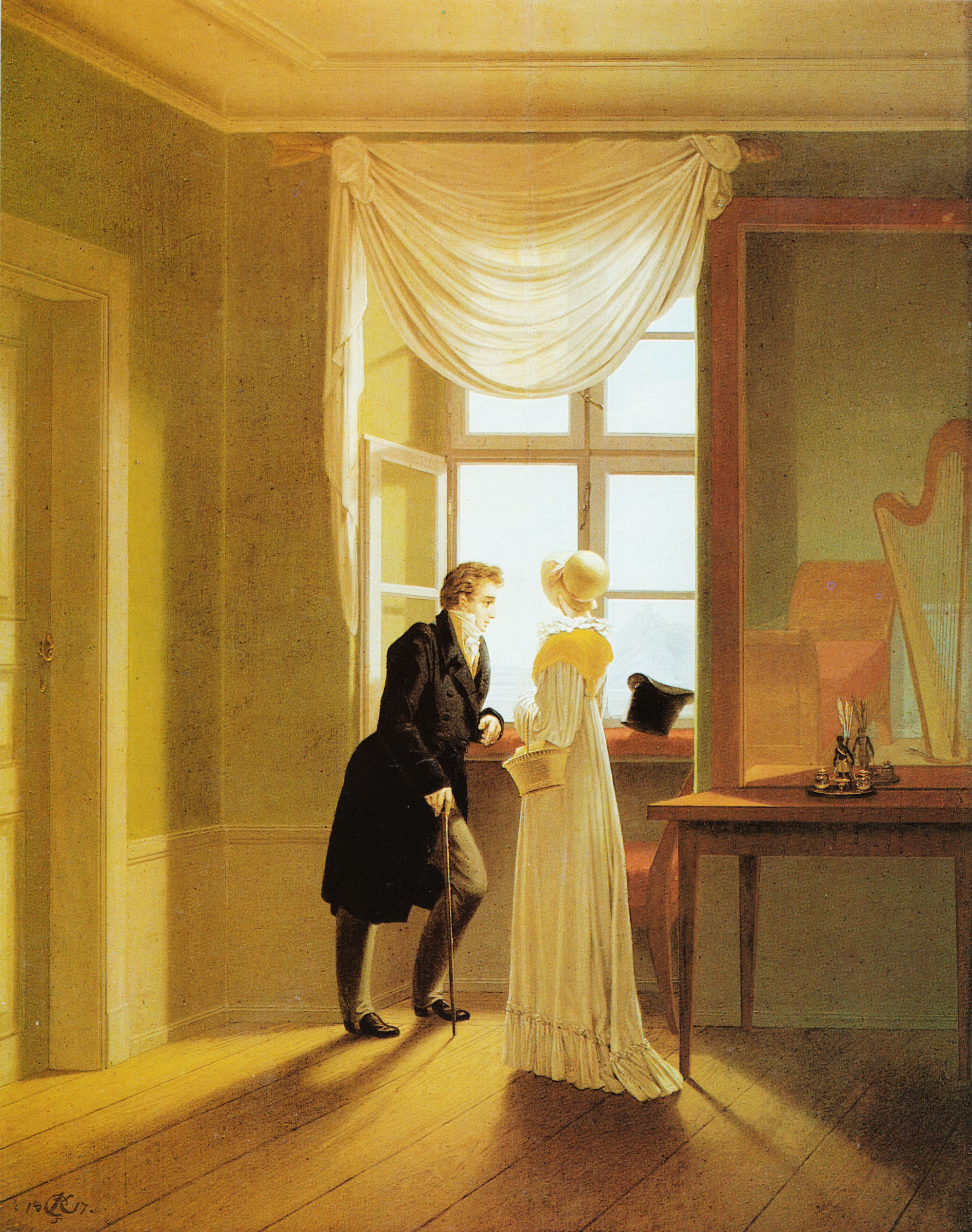
Pareja en la ventana (1815), Museum Georg Schäfer, Schweinfurt
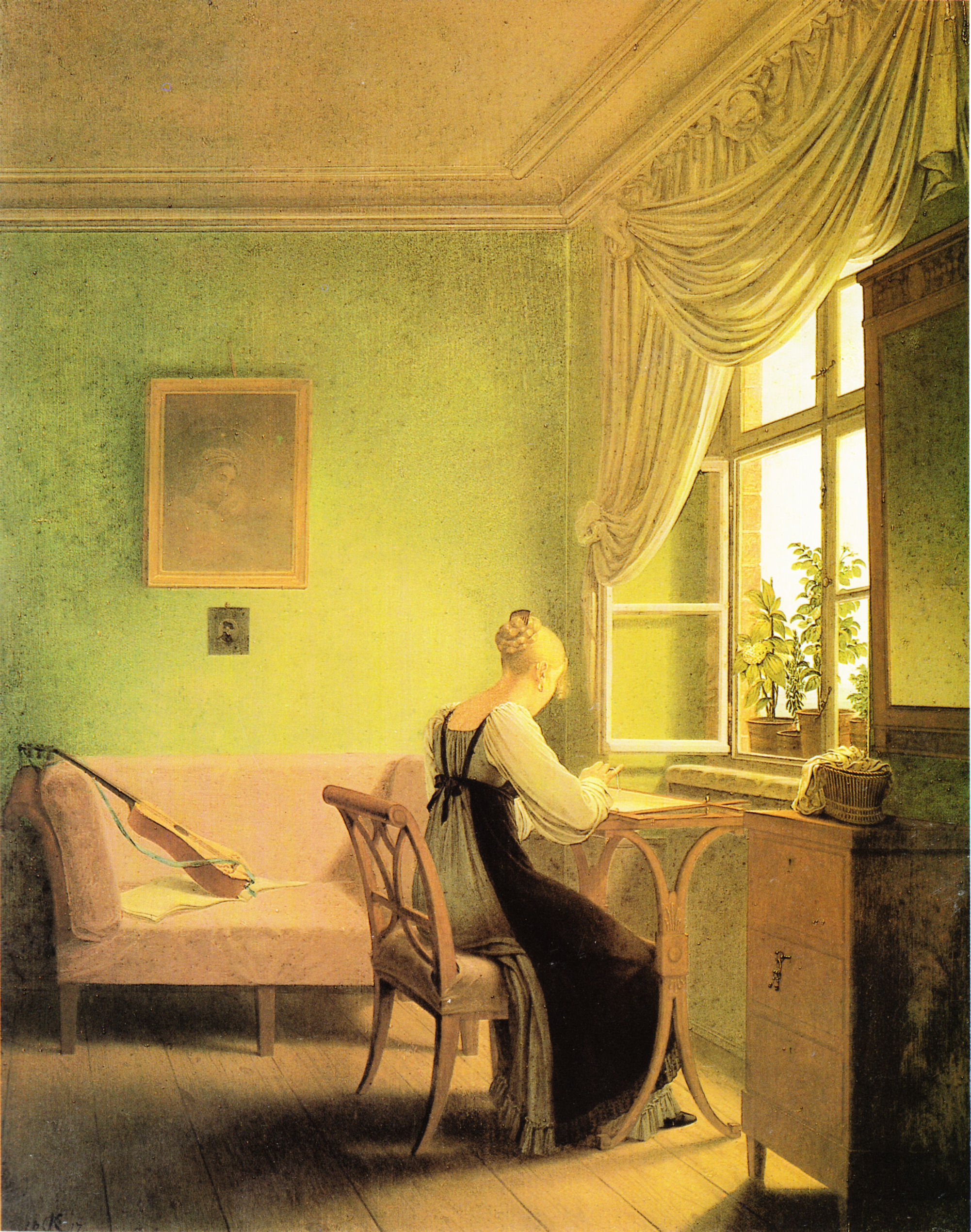
La bordadora (1817), Museo Nacional de Varsovia
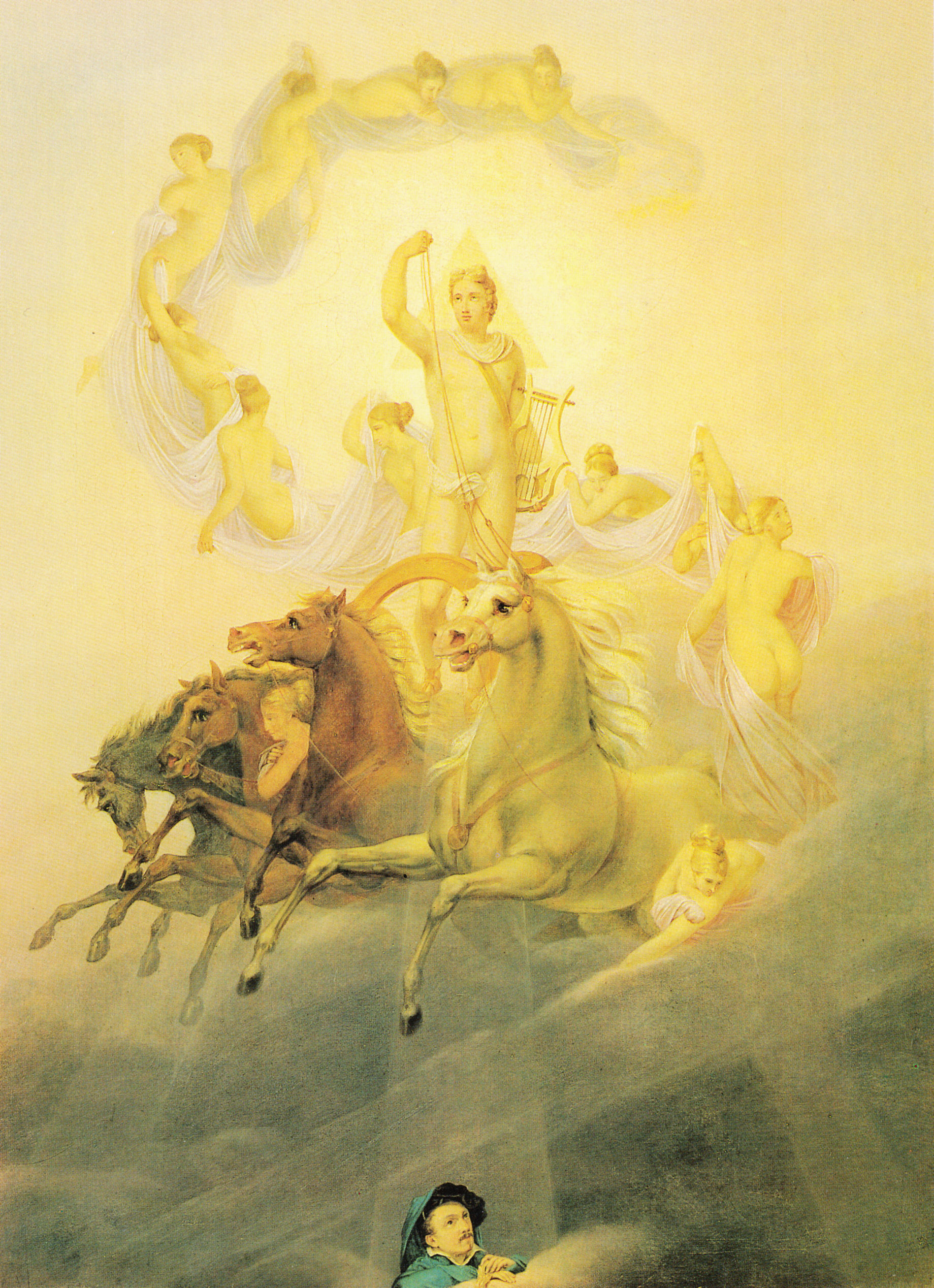
Apolo con las Horas (1822), Stadtmuseum, Güstrow
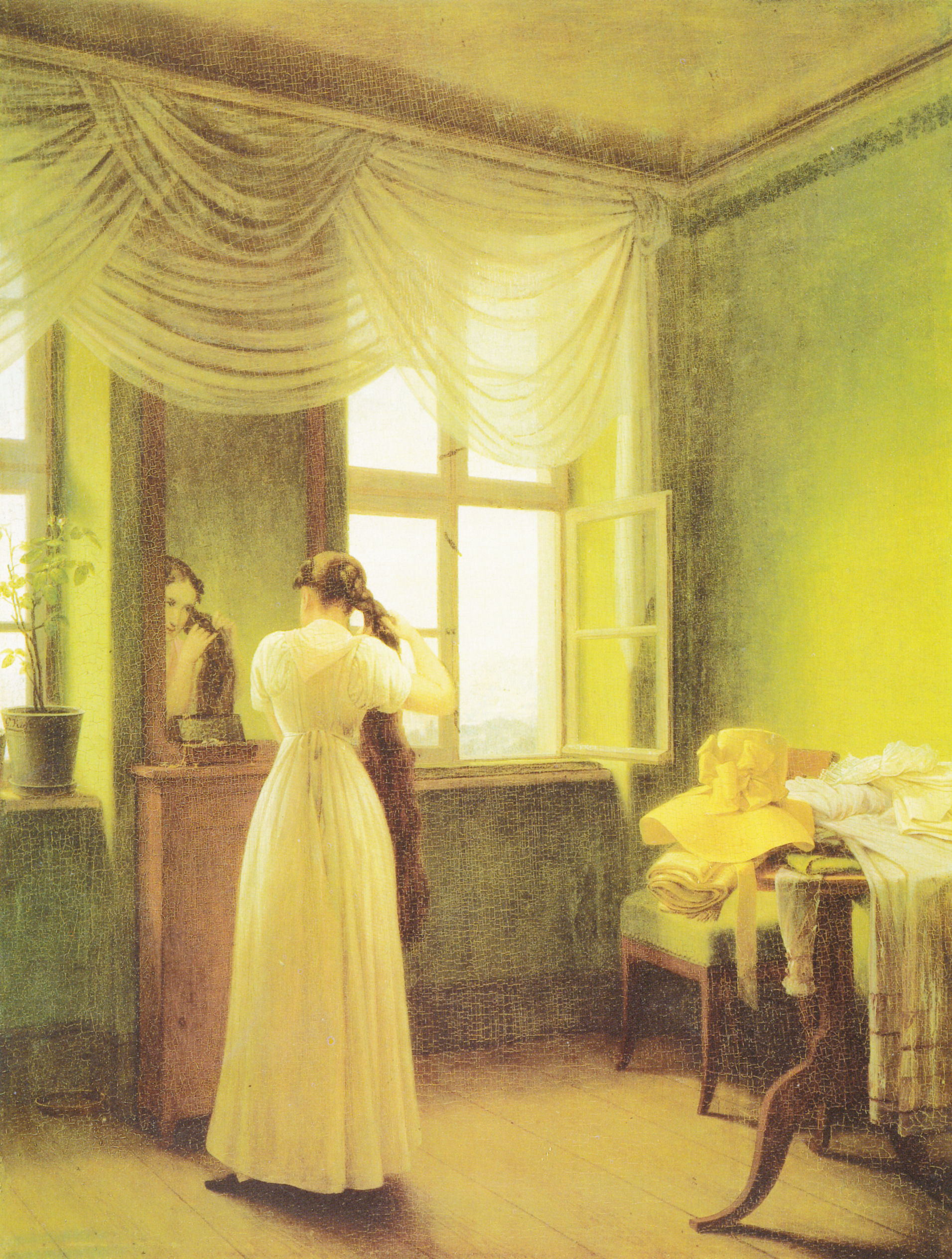
Ante el espejo (1827), Kunsthalle, Kiel
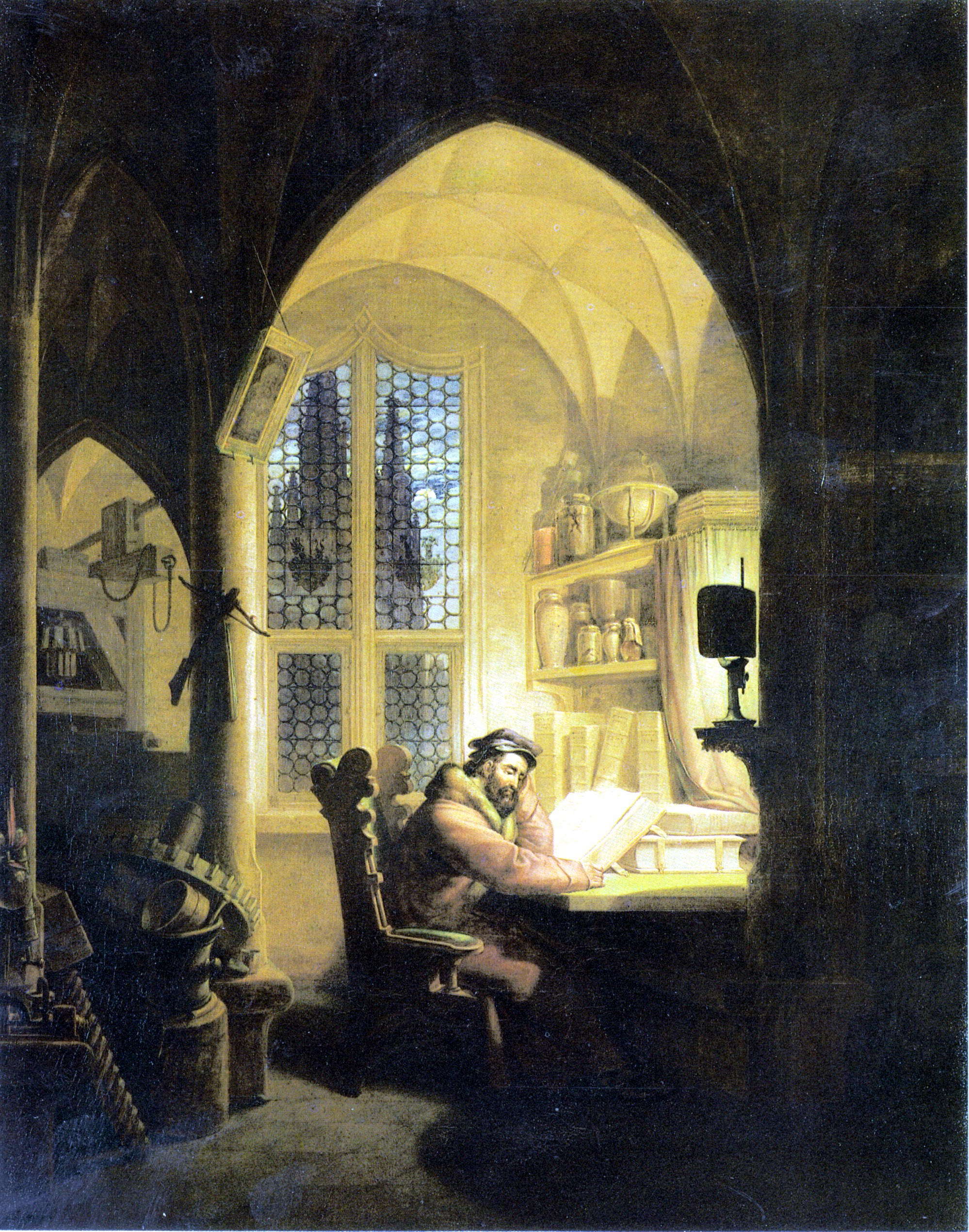
Fausto en el estudio (1829), colección privada